# Cratera de Haughton
A cratera de Haughton é uma cratera de impacto localizada em Nunavut, no norte do Canadá.